# Fritz Wolff (Architekt)

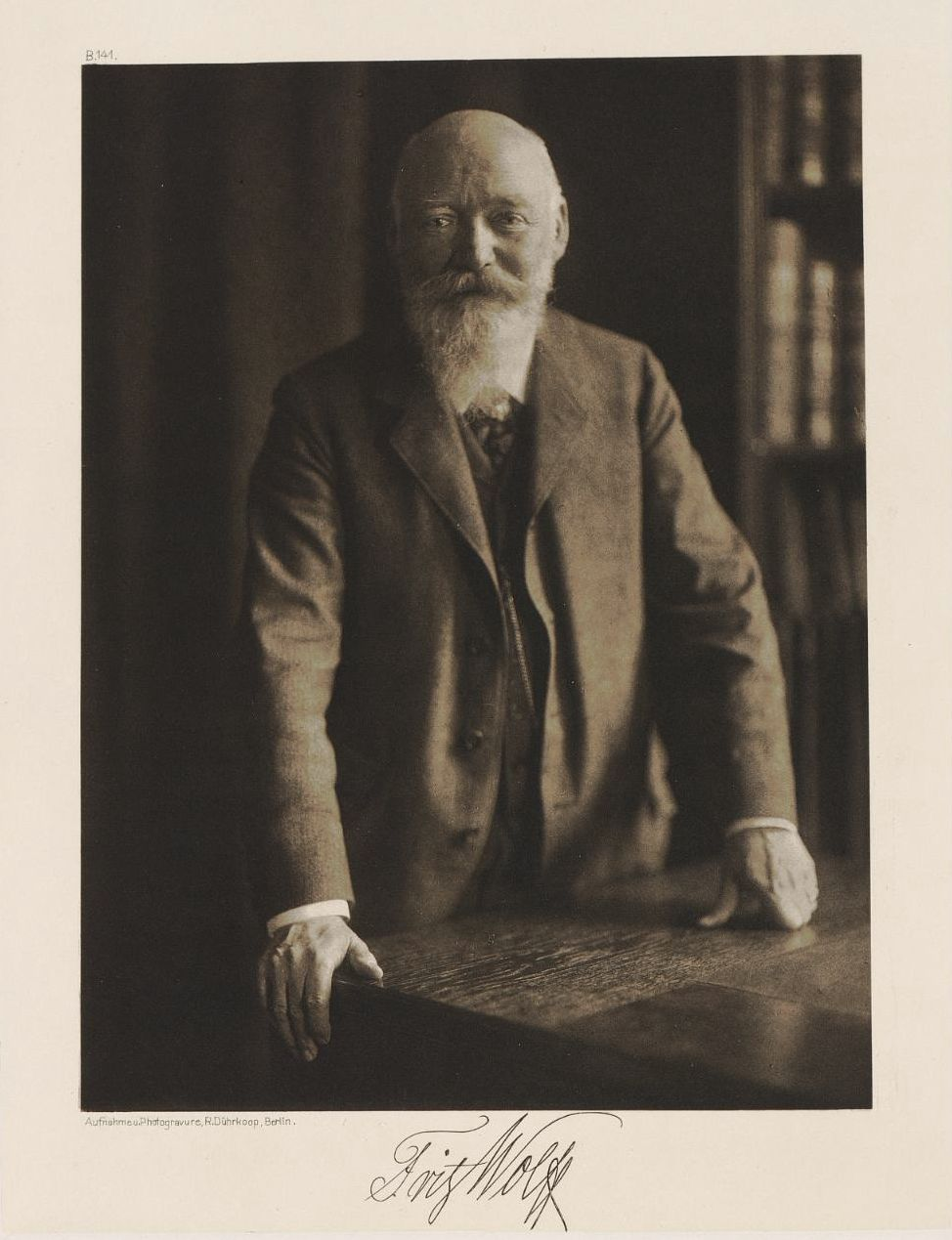
Fritz Wolff, 1907, Foto von Rudolf Dührkoop

Fritz Wolff (* 15. März 1847 in Berlin; † 16. Juli 1921 in Bad Harzburg) war ein deutscher Architekt, preußischer Baubeamter und Hochschullehrer.

## Leben
Fritz Wolff war ein Sohn des als „Tier-Wolff“ bekannten Berliner Bildhauers Friedrich Wilhelm Wolff. Nach seinem Abitur am Berliner Friedrich-Wilhelms-Gymnasium sammelte er als Baueleve bei Friedrich Adler erste praktische Erfahrungen im Bauwesen. Nach sechs Semestern Studium an der Berliner Bauakademie bestand er die Bauführerprüfung und arbeitete anschließend wiederum bei Friedrich Adler und bei Richard Lucae. 1873 errang er im Schinkel-Wettbewerb für seinen Entwurf eines Neubaus des Gewerbemuseums die Schinkel-Medaille. 1874 legte er die Baumeisterprüfung (entsprechend dem späteren 2. Staatsexamen) ab.
Wolff arbeitete mehrere Jahre beim preußischen Ministerium der öffentlichen Arbeiten in Berlin, bis er 1881 zur Ministerial-Baukommission versetzt wurde.
Wolff nahm außerdem schon ab 1876 Lehraufträge am Gewerbemuseum und an der Bauakademie wahr. 1886 verließ er die staatliche Bauverwaltung und trat die Nachfolge von Hermann Ende als Professor an der Technischen Hochschule Charlottenburg an, 1900 wurde er zum Rektor der Hochschule gewählt. Erst mit der gesetzlichen Einführung der Altersgrenze für beamtete Hochschullehrer zum 1. April 1921 wurde Wolff emeritiert.

## Ehrungen
1918 verlieh die Technische Hochschule Hannover Wolff die Ehrendoktorwürde (als Dr.-Ing. E. h.). Er war Mitglied der Preußischen Akademie der Künste und trug den Titel Geheimer Baurat.

## Bauten und Entwürfe

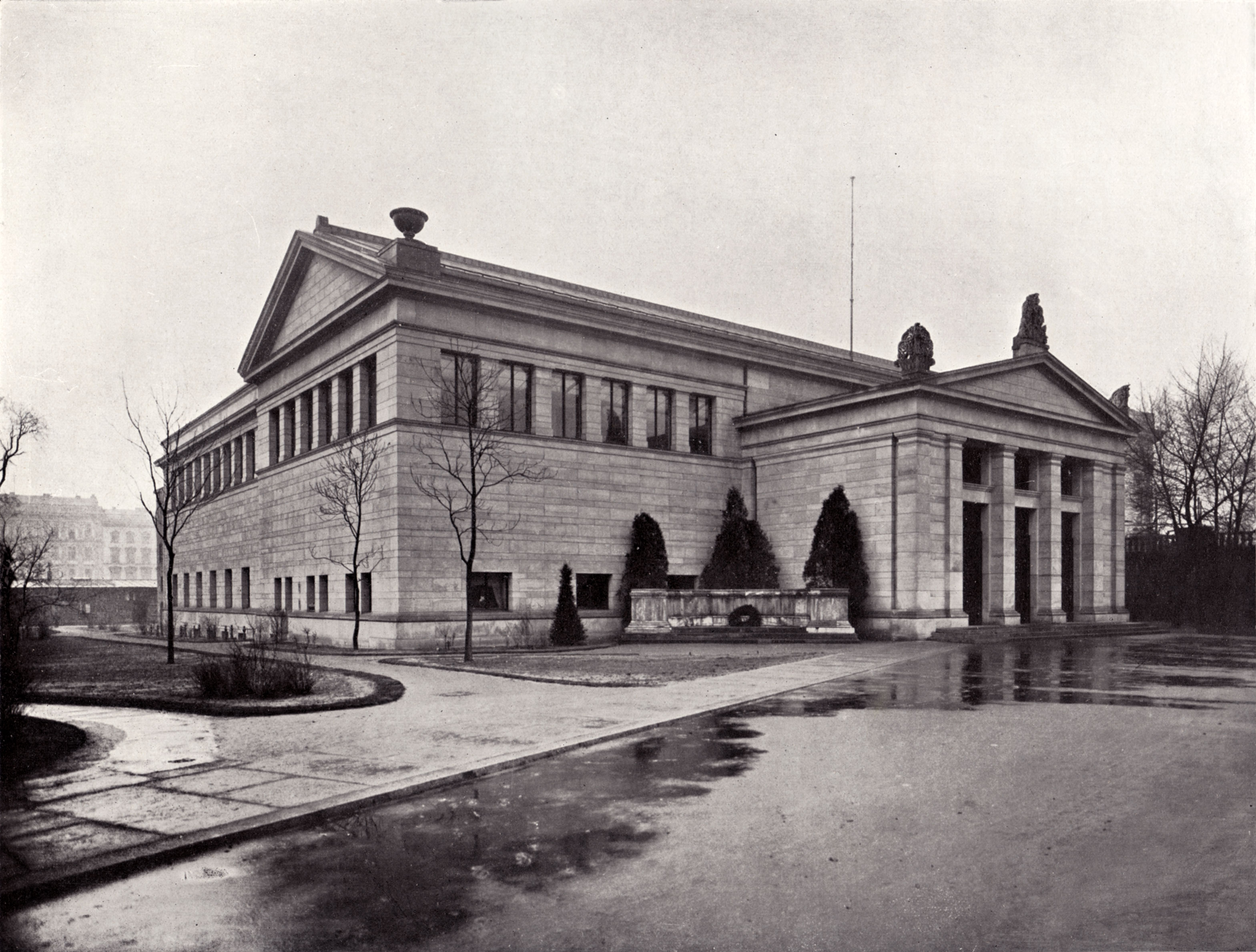
Interimsbau des Pergamonmuseums (1897–1899)

1873 beteiligte sich Wolff gemeinsam mit dem Architekten Carl Theodor Coerper an dem Architekturwettbewerb für den Neubau des Schlesischen Provinzialmuseums der bildenden Künste in Breslau, ihr Entwurf erhielt auf Vorschlag der Jury einen (ursprünglich nicht vorgesehenen) 4. Preis in Höhe von 300 Talern.
1874 übernahm Wolff nach seiner bestandenen Baumeisterprüfung zunächst die Bauleitung des von Richard Lucae entworfenen Palais Borsig, wobei ihm die Ausarbeitung der architektonischen Details zugeschrieben wird.
Als Mitarbeiter der Ministerial-Baukommission entwarf Wolff 1882 das Gebäude für die Neubauten der Provinzial-Steuerdirektion und des Packhofs in Berlin, bei dessen Bauausführung (1883–1886) er die Oberleitung ausübte. 1884 wurde sein Wettbewerbsentwurf für die Bebauung der Berliner Museumsinsel mit einem 2. Preis, als indirekte Folge entwarf er den 1897–1899 ausgeführten Interimsbau für das Pergamonmuseum auf der Museumsinsel, der nach neun Jahren durch den heutigen Bau nach dem Entwurf von Alfred Messel ersetzt wurde.
1885–1886 wurden nach Wolffs Plänen Umbau und Erweiterung des Ausstellungspalasts im ehemaligen Universum Landes-Ausstellungs-Park am Lehrter Bahnhof in Berlin-Moabit vorgenommen. 1888 nahm er ohne Erfolg am Wettbewerb für das Empfangsgebäude des neuen Kölner Hauptbahnhofs teil.